# Кинсиона, Ноа
Ноа Мавете Кинсиона (нидерл. Noah Mawete Kinsiona; род. 17 октября 2005) — бельгийский футболист конголезского происхождения, полузащитник клуба «Стандард». 

## Клубная карьера
Кинсиона — воспитанник льежского клуба «Стандард». 10 апреля 2022 года в матче против «Сент-Трюйдена» он дебютировал в Жюпиле лиге.

## Международная карьера
В 2022 году в составе юношеской сборной Бельгии Кинсиона принял участие в юношеском чемпионате Европы в Израиле. На турнире он сыграл в матчах против команд Испании и Турции. 